# Jade Jones
Jade Louise Jones (Bodelwyddan, 21 de março de 1993) é uma atleta de taekwondo do País de Gales, campeã dos Jogos Olímpicos da Juventude na categoria até 55 kg e dos Jogos Olímpicos na categoria até 57 kg.

## Carreira
Ela começou no taekwondo com oito anos de idade quando seu avô queria que ela soubesse se defender.
Em 2012 tornou-se a primeira britânica a ganhar uma medalha de ouro olímpica na modalidade.
No Rio 2016, voltou para defender o seu título nas mesma e categoria, e conseguiu a medalha de ouro ao vencer espanhola Eva Calvo na final.